# Căpâlna, Sălaj
Căpâlna este un sat în comuna Gâlgău din județul Sălaj, Transilvania, România.
Chiar dacă zona este locuită încă din neolitic, prima atestare documentară a satului apare abia în anul 1437, respectiv în actul Unio Trium Nationum din timpul răscoalei de la Bobâlna.
La curtea grofului Banfy de la Căpâlna se aduna așa zisă ”Dietă” a Transilvaniei, compusă din reprezentanții celor trei națiuni privilegiate, nobilii unguri, sașii și secuii și fac legământ de unire frățească la 14 septembrie 1437 împotriva turcilor, chipurile, dar și a iobagilor români. În actele încheiate la această ”Dietă”, numele de Căpâlna apare cu atributul de orășel ”Somesovaros, opidum” - probabil în tentativa de a sublinia importanța ”Dietei” și a tristului eveniment întâmplat pe podișul de la Gura Văii Căpâlnea, numit mai târziu Podul Curții. 
Odată cu înfrângerea răscoalei în 1438 de către cele trei națiuni unite, poporul până atunci liber al românilor este definitiv înrobit. Cu aceasta s-a terminat și rolul curții domnești de la Gura Văii Căpâlnea, care, împreună cu orășelul fantomă, s-a mutat la Câțcău. Clădirile părăsite cad în ruină și locul rămâne nelocuit aproape 300 de ani. În acest răstimp locuitorii își duc mai departe veacul în satul din pădure pe Valea Maotei în sus.
În anul 1467 satul este confiscat de la groful Banfy de către Matei Corvin pentru infidelitate, și dăruit lui Kiss János și fratelui acesta Mihály, iar în anul 1553 satul aparține Cetății Ciceu și pentru care, în 1552, satul a plătit lui Panc Pál (comandantul cetății): 2 miei, 24 dinari, 6 pui, 24 dinari, 2 funți de unt, 50 dinari, la Răteag și Dej ofițerilor: 5 miorițe, ovăz în preț de 1 florin și 66 dinari.
În perioada 1590-1843 satul este dat prin donații succesive către nobili mărunți, nu mai puțin de 31 de proprietari nobili de origine maghiară. Satul este iobăgit până în 6 iunie 1848 când are loc desființarea iobăgiei în Transilvania. 

### Așezare geografica
Satul Căpâlna aparține de comuna Gâlgău. Cu o suprafață de 75,31 km2, comuna Gâlgău este așezată în zona Culoarului Someșului, intrând în contact la nord cu Dealurile Ciceului și la sud cu Dealurile Simișna-Gârbou. Comuna are în componență nouă localități: Gâlgău - sat reședință de comună, situat la o distanță de 82 km față de municipiul Zalău, Bârsău Mare, Căpâlna, Chizeni, Dobrocina, Fodora, Frâncenii de Piatră, Glod și Gura Vlădesei.
Reședința de comună este atestată documentar în anul 1405 sub denumirea de villa Galgo, fiind, alături de Bârsău Mare, una din localitățile cu cele mai vechi atestări din regiune. Din perioade relativ apropiate, sunt menționate și satele Chizeni (1538), Căpâlna (1437), Dobrocina (1569), Fodora (1508), Frâncenii de Sus (1592), Glod (1538) și, mult mai târziu, Gura Vlădesei(1913).
Satul Căpâlna este așezat de veacuri pe malul drept al Someșului, la circa 18 km de Dej, spre nord, deși vatra inițială a satului a fost pe Valea Maotei.

## Scurt Istoric
Epoca Bronzului

Pe teritoriul satului, cel mai vechi obiect  - o brățară din bronz cu diametrul de cca 4,5 cm ornamentată cu linii paralele s-a descoperit în zona  Gura Vlădesei, aflată la N de drumul național. Descoperirea a fost făcută în anul 1902 și obiectul se află în colecția E. Orosz (bibl. Orosz, E., SzDÉ, III, 1902, p.59).
În colecția Gh. Mureșan, (Baia Mare) se află un topor de piatră șlefuită din neolitic găsit de verii săi din Gura Vlădesei (Ionac Vasile și Mihai) în Groapa Malului deasupra drumului în anii 1970.

### Perioada dacică
Se apreciază că zona este locuită încă din neolitic, o așezare E-neolitică fiind  semnalată la confluența Văii Căpâlniței cu Valea Mautii.
Vestigiile unei vetre de foc au fost găsite la cca 8 m adâncime în timpul săpării fântânii din curtea lui Ionac Gavriș din Gura Vlădesei. Presupunem că aparțin unei așezări din Epoca Bronzului sau mai veche.
La Podul Gogoronii, sau Casa Uriașilor, avem mărturii orale, înregistrate de prof. Ion Văleanu în excelenta Monografie a satului Căpâlna, niciodată publicată și care circulă în cerc restrâns, din anii 1970-1972, culese de octogenarul pe atunci autor, despre Legenda Uriașilor. 
Aceasta a fost preluată de la un alt sătean pe nume Moș Țintea zis Mircea, în vârstă de 96 de ani și care afirma la vremea aceea că la sfârșit de secol XIX, pe când era copil, se jucau în hruba de sub Cetatea Uriașilor unde se mai găseau chiupuri mari de lut (cu siguranță utilizate pentru depozitarea grânelor) și urme de unelte casnice de lemn. Se poate afirma că legenda s-a înfiripat din neînțelegerea utilității unor vase ceramice așa de mari, a căror resturi se mai puteau vedea de-a lungul veacurilor în zonă și care au dus la concluzia că numai niște uriași ar putea să le folosească.  Același respectabil autor susține că toponimul Podu Gogoronii provine de la cuvântul daco-trac go-ghora, care înseamnă bou mare, care reduplicat înseamnă mulți boi mari, adică cireadă, arătând existența pe acele vremuri a Zimbrului (Bourului) în Poienile Maotei. Acest lucru este ușor de crezut câtă vreme ”bizonul” nostru local era foarte răspândit în arealul dacic.

Legenda cu pricina spune că strămoșii uriașilor s-au așezat aici de pază la hotare pe vremea lui Burebista, conduși de bătrânul Moroș, stăpânul munților și al văilor din Ținutul Tisei, al Someșului și al Lăpușului și care ar fi construit un sistem de fortificații pe pâlcurile dealurilor și la trecători unde își plasează destoinici luptători. Așa s-ar fi așezat strămoșii uriașilor pe Valea Maotei (un afluent firav al Someșului, afluent care trece prin centrul satului actual), împreună cu cirezi de boi și vaci și cete de arcași. Gilas, Tarabostele, fruntaș al pădurilor din ținutul Maotei și cu câțiva luptători se așează împreună cu familia în poienița ce avea să fie denumită Go-ghora. Alți tarabostes tineri s-ar fi așezat pe piscurile dealurilor dimprejur... 
Familia de uriași de la Podu Gogoronii avea trei copii, doi feciori și o frumusețe de fată pe numele Nimilica, care este descrisă ca fiind foarte prietenoasă cu oamenii ”mici” pe care-i ocrotea și îngrijea. Feciorii își aveau gospodăriile separate de ale părinților, unul pe creasta dealului Mal, iar celălalt pe coama dealului Muncel, numit Dâmbul lui Galoș, ceva mai sus de Secătura. Cei doi frați ar fi avut doar o singură secure cu care să-și taie lemnele de foc, și, ca să nu sufere vreunul din această pricină, seara când unul își tăia lemnele pentru a doua zi striga la fratele său din celălalt deal să-i arunce securea peste Plaiu, la mare depărtare, iar acesta o prindea din zbor, ca după ce și-a tăiat lemnele trebuincioase, să o înapoieze fratelui pe aceeași cale.
Nimilica cea frumoasă (Nimilica în limba traco-daca ar fi însemnat Nimicuța, Micuța), culegând hribe prin pădure, ajunse la marginea unei poenițe unde vede niște făpturi mici - de acolo de sus le vede ca pe niște furnici - scormonind pământul cu un cârlig tras de boi, și aceștia mici, după măsura făpturilor. Și-a zis frumoasa Nimilica: Ce bine m-aș juca cu acele mici jucării, hai să le iau acasă...
Se coborî în vale, luă jucăriile în zadie, și le duse acasă și se jucă cu ele. Sosește tatăl și vede acele mici făpturi cu care se juca frumoasa Nimilica și o întrebă: De unde le ai fetica mea?... De jos de lângă râul mare, acolo scormonesc pământul cu un cârlig. Și mai sunt și altele, toate scormonesc pământul și șesul de lângă râu... Fetica mea, nu ai făcut bine că le-ai luat de la rostul lor, du-le-n grabă și le așează frumușel de unde le-ai luat. Aceste mici făpturi sunt urmașii noștri pe aceste plaiuri. Noi suntem trecători pe aici dar ei vor moșteni dealurile, pădurile, văile și râurile care acum sunt ale noastre... du-le fiica mea acolo de unde le-ai luat...
Nimilica adânc s-a întristat, a ascultat însă povața tatălui și le-a pus din nou în zadie și le-a dus la locul lor. Frumoasa Nimilica ieșea deseori pe culmea dealului și privea spre valea râului cel mare și admira micile făpturi. A trecut vremea zi de zi... Dar într-o zi uriașii și-au strâns lucrurile și au plecat... Unde? Nu se știe...
Cine nu crede povestea, spune Moș Dănilă povestitorul nostru, să ia un băț, să urce pe Hagău (toponimic dat de slugile grofului Banfy în sec al XV-lea, adoptat de români și care înseamnă urcuș, povârniș) apoi drept în sus pe culmea dealului Vârful și după ce trece de cele trei vârfuri și de poieni, ajunge la un podiș, aici e Podul Gogoronii, unde va da de zidurile surpate ale Casei Uriașilor. Să scormonească puțin prin dărâmături și va găsi cioburi groase de vase de lut ars și poate chiar resturi de unelte de fier. Aceste ruine sunt rămășițele Casei Uriașilor. 

### Perioada daco-romană
Turnuri romane din sec II-III se semnalează în locurile: Caramida, Homorasa, Hotroapa, Dealul lui Galoș, Casa Uriașilor (Podul Gogoronii), făcând parte din sistemul de supraveghere a limesului Daciei în sectorul Gâlgău.

### Evul Mediu

#### Răscoala de la Bobâlna
După ce ungurii au ocupat Transilvania în veacul al X-lea, regii maghiari au respectat organizațiile politice ale locuitorilor și vechile lor drepturi. Dar în vremea lui Andrei al II-lea (1205-1235) nobilii obțin așa-zisa carte de libertate, numită Bula de Aur. Aceasta lasă cale liberă nobililor aristocrați în uzurparea pământurilor localnicilor. Din istoriografia maghiară: ”acești nobili aristocrați, după ce în patria lor au consumat totul, s-au aruncat asupra Slavoniei, apoi asupra Transilvaniei, ca asupra unei noi Californii” (cu referire la vremurile mai moderne și goana după aur…). Cu ajutorul donațiilor regale (și fără) au uzurpat imense teritorii din țară ocupând fiecare dintre ei zeci de sate împreună cu locuitorii lor. Mai mult de jumătate din Solnocul inferior ajunge sub stăpânirea familiei Bamfy de Losoncz originară din neamul Tomay de origine pecenegă…
Cu venirea la tronul Ungariei a dinastiei italiene Anjou (1368) și-au făcut loc noile idei și practici feudale, care stabilesc definitiv puterea nelimitată a nobililor asupra ne nobililor, iar nobilii devin stăpâni asupra pământurilor și satelor lor. Era în vremea în care rezistența obștilor țărănești din Maramoroș (Maramureș) organizată de Dragoș Voevodul culminează cu trecerea lui la Moldova… Țăranii deposedați se folosesc de singura libertate rămasă: răzbunarea personală împotriva uzurpatorilor și a slujitorilor acestora. Răzbunările sunt la ordinea zilei iar represaliile pe măsură. Răscoalele țărănești se țin lanț în secolele XIII și XIV în nord-vestul Transilvaniei, regiunea Tisei, Lăpușului și Someșului.
Tocmai în această perioadă, familiile Țintea, Ionac, Văleanu, Băieșu și altele au fugit de pe locurile lor de baștină și s-au așezat pe Valea Maotei în pădure. Prima a sosit, se pare, familia lui Moș Țintea zis Ursu a lui Vezură din Berchezul Mare de lângă Șomcuta care ar fi sosit cu soția și cei șase copii ai lor. În scurt timp și la scurte intervale trec și se așează în creierul pădurii de aici și celelalte familii de năpăstuiți venind peste Plaiul Poenii, al Pălcușii și a Muncelului. Nu trece mult timp și apărură călugării Tarasie, Melachie și Panait izgoniți din schitul lor din nordul țării de furia catolicilor. La sfatul lor, mica comunitate ridică o mică biserică-mănăstire, fără turn, fără clopote, numai cu o mică toacă așezată sub streașina. În jurul acestei bisericuțe se înșiruie câteva chilii și pentru cei ce trec în drumul lor pe acolo. Credincioși de prin alte sate risipite pe vâlcele vin aici să caute alinare.
Nu peste mult timp apărură iscoadele care căutară ascunzișurile celor fugiți. Legenda orală spune că o iscoadă trimisă după Moș Țintea de stăpânul său din Berchez să-l convingă să vină înapoi este ucisă și îngropată în fundul unui pârâu din Valea Maotei. Povestea zice mai departe cum că Indreicuță a Dochiei întâmpină doi călăreți ai Cetății Ciceu care botează satul Kapolna, după mica bisericuță a călugărilor și-l trec în stăpânirea Cetății pentru care trebuiau să plătească dări. Așa s-a transformat satul din pădure în satul Căpâlnea, prin adaptarea la limba românească a ungurescului Kapolna.
Sosirea primelor familii pe Valea Maotei s-a petrecut în primele decenii ale veacului al XIV–lea, între 1310-1330. În 1420 sosesc din Ungaria curteni și slujitori ai grofului Bamfy de Losoncz pe podișul de la Gura Văii la baza dealului Aluniș, podiș numit de ei Lab (denumire ce se păstrează și azi - picior [de deal] n.n.). Ei ridică o curte domnească cu cele necesare unei mari curți. Clădirea orientată cu spatele spre Someșul ce curgea pe atunci în imediata apropiere a podișului, a servit de reședință-refugiu grofului și familiei sale. Construcția așezată strategic în această strâmtoare și care putea fi apărată cu ușurință de o mână de oameni, a devenit pentru câțiva ani reședința politică a nobilimii din Transilvania.
1437 Prima atestare documentară apare în actul Unio Trium Nationum din timpul răscoalei de la Bobâlna. La curtea grofului Banfy de la Căpâlna se aduna așa zisă ”dietă” a Transilvaniei, compusă din reprezentanții celor trei națiuni privilegiate, nobilii unguri, sașii și secuii și fac legământ de unire frățească la 14 septembrie împotriva turcilor, chipurile, dar și a iobagilor români. În actele încheiate la această ”dietă” numele de Căpâlna apare cu atributul de orășel ”Somesovaros, opidum” probabil în tentativa de a sublinia importanța ”dietei” și a tristului eveniment întâmplat pe podișul de la Gura Văii Căpâlnea, numit mai târziu Podul Curții. Căpâlnea Opidum? Mai degrabă locul blestemat al actului barbar și nicidecum satul din pădure de pe Maotea în sus care de fapt nu are nicio legătură cu tristul eveniment.
Uniunea a stabilit eliminarea completă a iobagilor din viața politică și socială din Transilvania, deși ei formau vasta majoritate a populației. Poziția românilor transilvăneni, marea majoritate dintre ei iobagi, era mult mai dificilă, deoarece Unio Trium Nationum excludea în mod tacit grupul etnic român (Universitas Valachorum) din Uniune și de la orice formă de participare politică sau socială. Ei erau considerați doar o națiune "tolerată", acest statut fiind menținut până după primul război mondial. ( sursa Wikipedia) 
Odată cu înfrângerea răscoalei în 1438 de către cele trei națiuni unite, poporul până atunci liber al românilor este definitiv înrobit.Cu aceasta s-a terminat și rolul curții domnești de la Gura Văii Căpâlnea, care împreună cu orășelul fantomă s-a mutat la Câțcău. Clădirile părăsite cad în ruină și locul rămâne nelocuit aproape 300 de ani. În acest răstimp locuitorii își duc mai departe veacul în satul din pădure pe Valea Maotei în sus.
1467 Satul este confiscat de la groful Banfy de către Matei Corvin pentru infidelitate, și dăruit lui Kiss János și fratelui acestuia Mihály.
1553 Satul aparține Cetății Ciceu pentru care în 1552 satul a plătit lui Panc Pál (comandantul cetății): 2 miei, 24 dinari, 6 pui, 24 dinari, 2 funți de unt, 50 dinari, la Răteag și Dej ofițerilor: 5 miorițe, ovăz în preț de 1 florin și 66 dinari.
1590-1843 În acest răstimp satul ajunge să fie dat prin donații succesive către nobili mărunți, nu mai puțin de 31 de proprietari nobili de origine maghiară. Satul este iobăgit. Au loc defrișări masive pentru extinderea suprafețelor agricole lucru care a redus substanțial suprafețele de pășunat. Gospodării țărănești au împânzit locurile și urmele trudei lor de veacuri se mai văd și azi prin răzoarele ce se întind peste tot pe Maotea, coborând pe la Pilei, Motrici, Rupturi, Solnici, Motroapa, Poieni și Gropi pe de altă parte venind din Valea Căpâlniței în jos pe la Văbiști, Hăgaie, Podirei și Barcuri.

### Biserica de lemn și învățământul confesional
”Biserica de lemn din Căpâlna” ridicată inițial în Groapa Bisericii, poza din 1930 de pe ultima locație ( Wikipedia) 
1660 – Se construiește biserica de lemn din ”Groapa Bisericii” după inscripția ce se găsea la intrare. Ea a funcționat ca biserică parohială până în anul 1930, când a fost înlocuită de biserica de zid actuală. Biserica a dispărut puțin după documentarea ei de către Atanasie Popa, cel care ne-a lăsat mărturii prețioase despre valențele ei.
Pe la mijlocul veacului al XVIII-lea întâlnim locuitori și în Vlădeasa și Gura Vlădesei. Generațiile care au urmat primilor întemeietori ai satului din pădure au coborât treptat, treptat din bazinul Văii Mari înspre Valea Someșului acolo unde cu secole în urmă groful Banfy își părăsește curtea domnească.
În a doua jumătate a veacului al XVIII-lea coboară din satul din pădure descendenții familiilor întemeietoare ale Tinteștilor și anume Lupuț, Graurii, Ionăceștii, Băieșii, Porumbii, Vulturii veniți din Dobrocina. Numeroasa familie a Vălenilor: Toma, Grigore, Lupuț, Dumitru și descendenții Gheorghe, Indrei, Costan, se întinde de-o parte și de alta a drumului de țară construit între anii 1810-1815.
1805 Biserica a fost coborâtă de pe podețul numit ”Groapa Bisericii” pe șes iar în 1825 a fost urcată pe podișul de sub Coasta Măzărichii. În același timp sub Hagău domeniul Gherla a construit o mică curte domnească, clădire care începând cu 1906 a devenit școala din sat.
1848 La război au participat și tineri din satul Căpâlna înrolați în oastea lui Urban. Moș Șofrone de la Cruce, prins de unguri a fost înrolat în oastea lui Bem, dar a dezertat și a ajuns după multe peripeții în Munții Apuseni în tabăra lui Avram Iancu. Se spune că Moș Șofrone a trăit 115 ani. În decembrie 1848 o oaste comandată de polonezul Bem, general a lui Lajos Kossuth[nefuncțională]
 s-a ciocnit aici cu o oaste a lui Urban. Lupta s-a dat între sat și Valea Rea pe podișul numit Podul Obrejii. În această scurtă ciocnire a căzut un ofițer ungur, înmormântat în cimitirul satului. Sătenii s-au refugiat la Muncel și pe vale în sus.
1849 În urma înfrângerii revoluției maghiare, Ungaria devine parte integrantă a Imperiului Habsburgic, iar Transilvania autonomă ca mare principat. Primul ministru austriac de interne Bach desființează iobăgia și introduce serviciul militar obligatoriu. Șesurile iobăgești intră în proprietatea definitivă a foștilor iobagi lucru ce imbunătățește simțitor starea economică a populației. Fiii foștilor iobagi au acces la școli, cum ar fi Școala Superioară Germană din Năsăud sau la Școala din Blaj.
1854 Se construiește școala din sat, prin inițiativa sătenilor, clădire din bârne și acoperită cu șindrilă. Mai greu s-a găsit un dascăl pentru că ”diecii” ce cântau în strana bisericii nu prea voiau să se implice. A fost trimis la Școala Germană din Năsăud Pavel Ionaș cel ce va deveni primul dascăl român cu contract să-i învețe carte pe copii sătenilor, în anul 1857.
1859 În războiul lui Napoleon al III-lea din Italia a căzut la Solferino Văleanu Pavel din Câpâlna iar Ionac Pavel a supraviețuit și s-a reîntors în sat și a povestit despre noile puști cu gloanțe, ce au înlocuit flintele cu fitil și încărcare pe la gura țevii…
1866  Pactul încheiat între Austria și Ungaria decretează anexarea Transilvaniei la Ungaria. În anii care urmează se încearcă maghiarizarea forțată a românilor prin orice mijloace. Legea minorităților din 1868 nu se respectă. Guvernul Tisza (1875-1890) votează legi din ce în ce mai defavorabile naționalității române. Învățătorul Băieșu Arsinte este dat afară din învățământ pentru că nu știa limba maghiară. Satul rămâne fără învățător ani de-a rândul. În 1888 se angajează ca învățător Baneasu Alexandru, absolvent al școlii pedagogice din Gherla. Autoritățile închid școala pentru că nu corespundea din punct de vedere igienic. Sătenii cu mari sacrificii cumpără clădirea administrației domeniului Gherla și o transformă în școală. Satul nu poate asigura leafa unui învățător echivalentă cu a unui învățător de stat. Alt motiv de închidere a școlii. Prin aceste șicane autoritățile insistă ca locuitorii să renunțe la școala confesională și în locul ei să înființeze școala de stat care trebuia să fie de limbă maghiară chiar dacă satul este românesc. 
1871 Grigore Moroșan (Mureșan) din Vad se mută în Fundătura Vlădesei și capătă porecla de ”sturz” pentru că locuiește în pădure ca păsările. Familia și descendenții ei locuiesc în Fundul Vlădesii aproape 100 de ani până la cooperativizarea din 1959-60.
1886-1890 Se construiește terasamentul căii ferate someșene, lucrări la care iau parte din plin locuitori ai satului. Bruma de câștig realizată se observă imediat în îmbunătățirea ușoară a nivelului de trai. Pe la 1890 nu mai găsim nici un descendent din familiile întemeietoare pe vechea vatră a satului din Maotea.
1901-1907 Se explotează pădurea seculară a domeniului Gherla. Despădurirea duce la dispariția lacurilor din pădure (Lacul Faurilor din Vlădeasa, Lacul Negru etc.).

### Perioada primului război mondial
1914-1918 În primul război mondial din Căpâlna participă 93 de combatanți din care 23 nu se mai întorc acasă. Numele lor este pomenit pe monumentul din fața bisericii din sat. În noiembrie 1918, după retragerea armatei și administrației ungare satul este condus de o gardă cetățenească sub comanda lui lt. Văleanu Ion proaspăt întors din război. La Marea Adunare Națională de la Alba-Iulia din 1 dec. 1918, din Căpâlna participă delegații: Băieșu Gheorghe primarul satului, Băieșu Ion, I. Iosip, Graur Ion, I. Alexe, Văleanu Ion si I. Costan. La sfârșitul lunii decembrie în sat intră armata română, garda națională este dezarmată și armele foștilor soldați ridicate.
1918-1940 Între cele două războaie mondiale satul Căpâlna cunoaște o activitate de refacere economică și socială. Reforma agrară din 1925 nu prea are efecte în sat pentru că pe hotarul satului nu se găsesc latifundii. Surplusul de forță de muncă din sat se îndreaptă spre orașe, spre activitatea industrială. Prin stăruința eminentului învățător și revizor școlar Centea Silviu, statul ridică o școală modernă cu trei săli de clasă și dependințe. Harnicul preot Mureșan Ionel, cu mari jertfe ale locuitorilor, ridică o biserică de zidărie în locul bisericii de lemn căzute în ruină. Clopotul ridicat de autorități în timpul războiului și trimis la fabrica de muniție este înlocuit cu unul mai mare dăruit de prof. Văleanu Ion. Înainte de al doilea război mondial, ideile fasciste nu au prins în rândurile sătenilor în ciuda tuturor încercărilor. Când prefectul de Someș, la ordinul dement al lui Carol al II-lea, ordonă jandarmilor din Gâlgău să scoată din fiecare sat câte un legionar și să-l execute prin împușcare, șeful de post raportează că în satele de sub controlul său nu găsește nici un legionar. Prefectul dă ordin să-l scoată măcar pe unu de unde îl va găsi și să execute ordinul. Și l-a găsit în persoana tânărului Ionac din Gâlgău, l-a scos la marginea Gâlgăului înspre Poiana Blenchii și l-a împușcat. Acest tânăr nu avea nimic în comun cu mișcarea legionară, dar avusese în ultimul timp neplăceri cu jandarmii, și legionarul s-a găsit și ordinul a fost executat.

### Dictatul de la Viena
1940-1944 După Dictatul de la Viena, armata și administrația română se retrag după frontiera retrasată, rămânând pe loc o seama de funcționari români pentru a fi încadrați de autoritățile maghiare în posturi din localitățile românești. Noile autorități maghiare găsesc motive să nu-i încadreze pentru că ”În serviciile statului maghiar nu au ce căuta valahi”. Prin orice mijloace, molestări, percheziții, chiar și de către persoane fizice, intelectualii sunt determinați să plece în România. Rechizițiile de alimente se țin lanț, acestea se distribuie numai pe tichete, iar tichetele le obțin cei cu funcții. Cei rămași fără funcție sunt nevoiți să plece peste frontieră. Unii primesc tichetele de trecere a frontierei chiar fără să le fi cerut... Școlile rămase fără personal românesc sunt încadrate cu personal unguresc fără să cunoască limba română. În satul Căpâlna a mai rămas un singur intelectual român, preotul Muresan Ionel si preoteasa Viorica. Școala se transformă din școală românească în școală ungurească, cu elevi neștiutori ai limbii maghiare, cu personal unguresc.
În al doilea război mondial din satul Căpâlna au luptat 43 de săteni din care au căzut în lupte 8. Alți douăzeci de săteni au fost concentrați la muncă forțată de către unguri.
La pierderile de vieți omenești din sat în cele două războaie se adaugă și două crime de război. Astfel în 1918 lt. în rez. Moroșanu Ștefan din Fundul Vădesii pleacă să-și vadă mama retrasă în satul Măriuș din județul Satu Mare. Detașamentele secuiești organizate în guerile află de sosirea locotenentului și patrula trimisă să-l aresteze îl împușcă în timp ce încerca să fugă prin grădină, exclamând ”un valah mai puțin”. În toamna lui 1944 o coloană ce se retrăgea spre Ungaria se oprește la hotarul satului Căpâlna la pârâul Cormanelor unde se găsea casa lui Mîrza Gheorghe. Chemat afară din casă, un subofițer ungur din coloană îi pune câteva întrebări, la care Mîrza nu poate da răspunsuri necunoscând limba maghiară. Subofițerul ungur scoate pistolul și enervat că nu poate afla cele dorite, îl împușcă în piept. Acesta cade mort în mijlocul drumului iar coloana o ia din loc spre Gâlgău fără să mai oprească. Mîrza este înmormântat în plânsetele soției și a celor doi copii și a satului întreg îndoliat.
După 23 august 1944
1945 în decembrie ia ființă celula de partid din sat.
1956 are loc prima întovărășire sub conducerea lui Ionac Aurel, dar fără rezultate notabile.

### Colectivizarea satului
1960 se hotărăște înființarea CAP-ului din sat prin întovărășirea tuturor sătenilor. Primul președinte de CAP este Centea Gavril. Apar primele rezultate ”notabile” la nivelul de apreciere de atunci.
1962 februarie CAP Căpâlna aderă la CAP Gâlgău alături de celelalte sate: Dobrocina, Fodora, Gura Vlădesii.
1965 sătenii construiesc ”Căminul Cultural” care funcționează și azi.
1968 se construiește trotuarul de pe marginea drumului județean.
1970 se construiește magazinul din sat (cooperativa) și bufetul, azi în paragină.
După 1989 satul se depopulează masiv iar populația este din ce în ce mai îmbătrânită.
Bibliografie:
 
1. prof. Văleanu, Ion. Monografia Satului Căpâlna, document privat, manuscris publicat prin grija Prof. Univ.dr.ing Ovidiu Centea Monografia a apărut în Editura CAIETE SILVANE în anul 2009, Zalău, Piața Iuliu Maniu nr. 4.
2. Ritter v. Mauer, Franz und Dr. Guido. Geologia Siebenburgene, Viena 1863

3. Marțian, I. Urme din războiul romanilor cu dacii. 1921

4. Szolnok-Doboka Varmegye Monografiaja, vol. IV

5. Popa Atanasei. Trei biserici vechi din lemn din Ardeal. 1932

6. Ghica, I Prodot. Istorii, vol. IV

7. Baiacovshi, Pascu. Din istoria Transilvaniei

8. Astra – Enciclopedia română

9. Borza, Alexandru. Dicționar etnobotanic

## Imagini

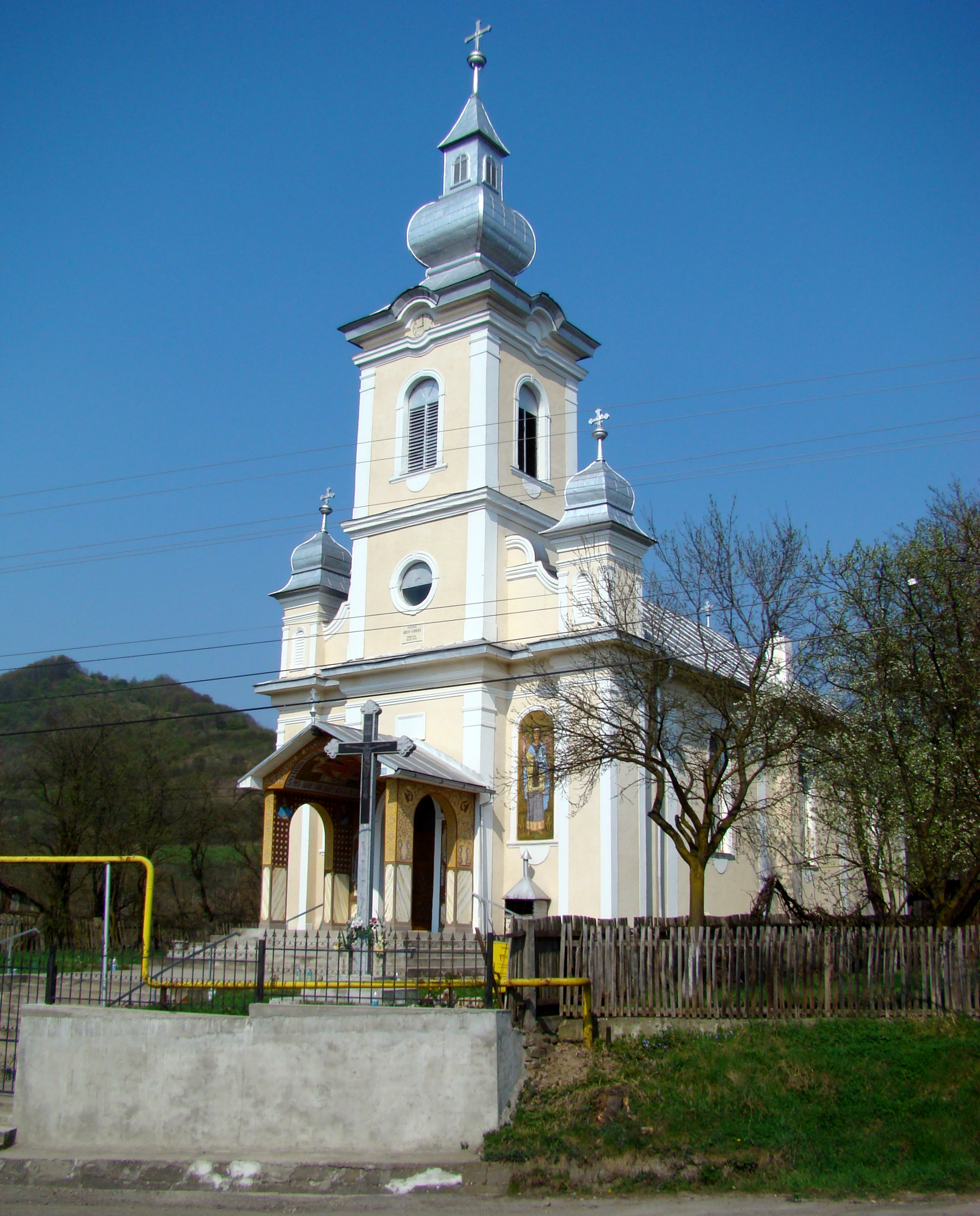
Biserica greco-catolică din Căpâlna (1928), ctitoria preotului Ioan Mureșan
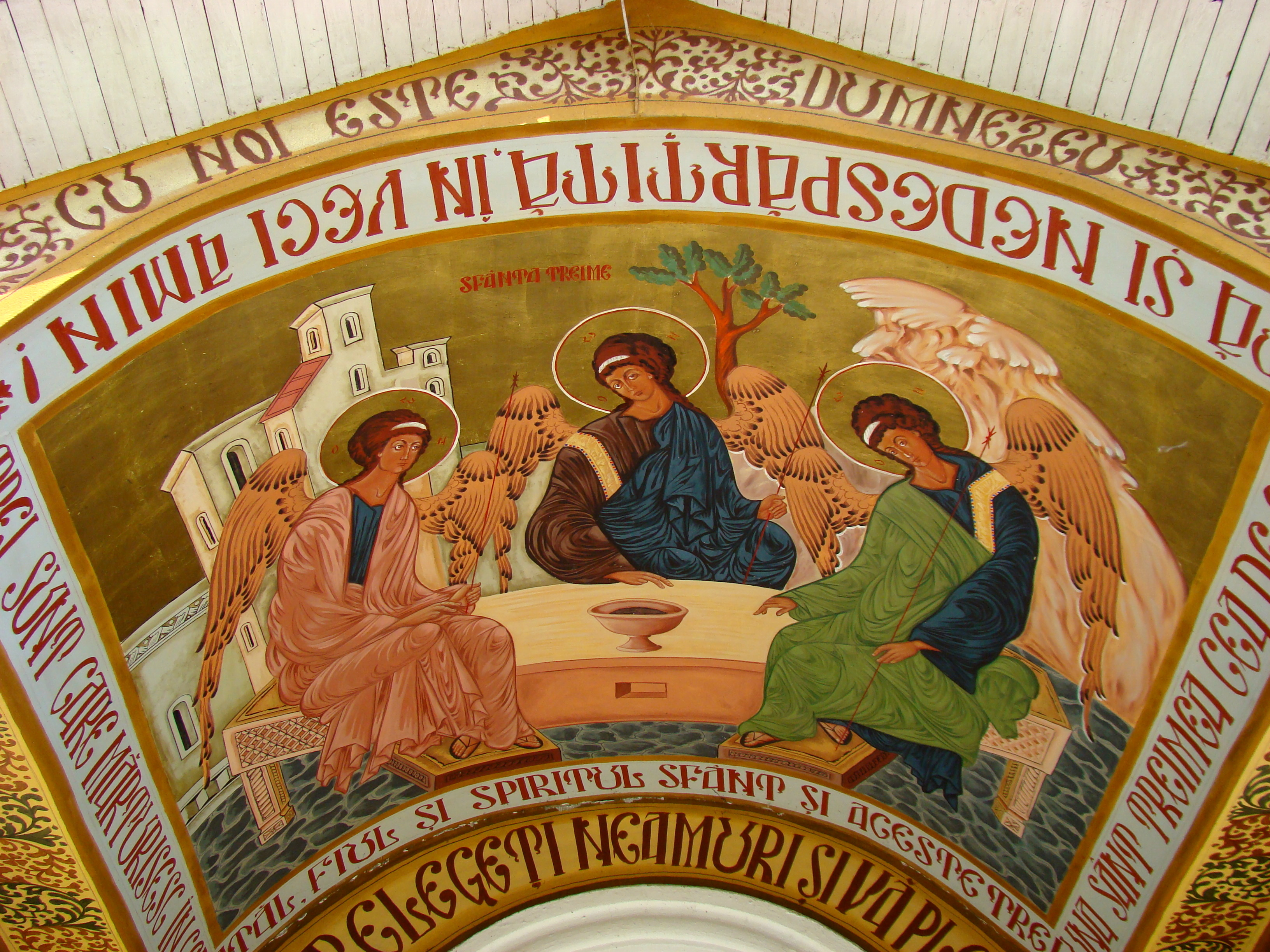
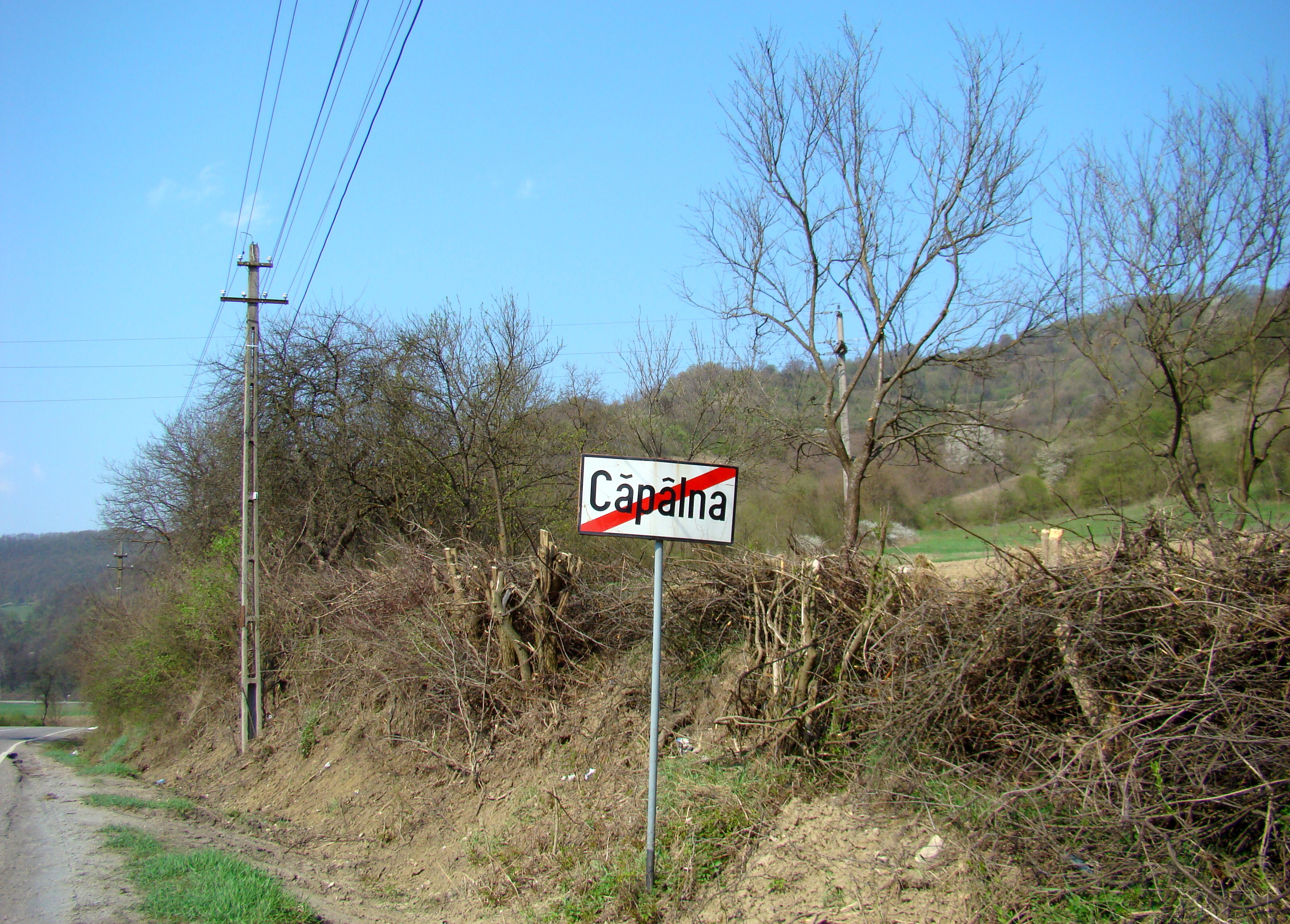
Ieșirea din localitate